# Naoki Matsudo
 (juillet 2025).
Si vous disposez d'ouvrages ou d'articles de référence ou si vous connaissez des sites web de qualité traitant du thème abordé ici, merci de compléter l'article en donnant les références utiles à sa vérifiabilité et en les liant à la section « Notes et références ».
Pas d'image ? Cliquez ici
Naoki Matsudo (松戸 直樹, Matsudo Naoki), né le 25 juin 1973 à Chiba, est un ancien pilote de moto japonais. Il n'a remporté aucune course du championnat du monde.
Il a débuté au Japon en 1997 avec Yamaha. Il roule ensuite pour Kawasaki. En 2000, il termine 10e du championnat du monde 250 cm³. En 2001 il termine 9e du classement mondial avec 112 points. Il change d'équipe en 2002 et termine la saison à la dixième place avec 90 points.
Il est aujourd'hui[Quand ?] pilote d'essais chez Kawasaki.